# Gardner Lake (Connecticut)
Gardner Lake ist ein kleiner See zwischen den Gemeinden Salem, Montville und Bozrah im US-Bundesstaat Connecticut. Er wurde nach der Familie Gardner benannt, die einen großen Teil der umliegenden Ländereien besaß. Der See wurde durch einen Damm auf 214 ha (528 Acre) in der Fläche vergrößert. Rund um den See finden sich drei State Parks, darunter auch der Minnie Island State Park, der kleinste State Park in Connecticut, eine kleine Insel. Hopemead State Park ist ein ehemaliges Campinggelände auf dem Ostufer des Sees. Gardner Lake State Park dient vornehmlich als Bootslandeplatz und Badestrand, hatte jedoch seit einer Gestaltungsmaßnahme 2008 immer wieder Probleme mit Müll und Vandalismus. Den See umgeben darüber hinaus vier weitere Campingplätze, ein Yachtclub und dutzende private Anwesen. Freizeitmöglichkeiten sind Angeln und Bootfahren.

## Geschichte
Gardner Lake ist ein natürlicher See, der nach der Gardner-Familie benannt ist, die große Ländereien in der Gegend besaßen. Das Gebiet ist jedoch eher durch eine "extreme Miskalkulation vor Öffentlichkeit" bekannt Thomas LeCount, ein Einzelhändler aus Niantic wollte sein zweigeschossiges Sommerhaus von der Südseite des Sees auf die Ostseite versetzen und rechnete, dass der konventionelle Umzug ineffizient sein würde. Daraufhin hob er das komplett möblierte Haus an und setzte es auf Schlitten. Er wartete bis zum Februar 1995, als der See zugefroren war, dann zog er es über den See. Nach etwa 90 m (300 ft) rutsche das Haus auf eine Schneewehe. Das Eis brach, als LeCount versuchte, das Haus wieder zurückzuziehen, bevor er seine Arbeit bei Einbruch der Nacht beenden musste. In derselben Nacht nutzten die Müller einen Teil des Wassers um ihre Mühlen anzutreiben, wodurch ein Hohlraum unter dem Eis entstand. Das Haus brach endgültig durch das Eis und stellte sich schräg. Es blieb in dieser Stellung bis zur Schneeschmelze im Frühling, als es in 4,6 m (15 ft) tiefem Wasser versank. Das zweite Geschoss und der Dachboden blieben wie ein kleiner Leuchtturm über Wasser stehen. Jahrelang war das Haus Treffpunkt für Kinder, um dort zu angeln und im Winter quer durch das Haus Schlittschuh zu laufen. Eine bleibende Legende besagt auch, dass das Piano im Haus in stillen Nächten noch seine Melodien spielt. 2005 war der größte Teil des Hauses verrottet.

## Geographie
Der See ist zwar ein natürlicher See mit 214 ha (528 Acre), er wurde jedoch durch einen Erdwall aufgestaut. Der Damm ist 51 m (168 ft) lang und staut den Wasserpegel um 1,2 m (4 ft). Durchschnittlich ist der See 4,3 m (14 ft) tief.
Der See entwässert über den Gardner Brook nach Norden zum Yantic River. Außerdem liegt er in einer nord-südlichen verlaufenden Senke, in der mehrere Seen und Teiche (Oxoboxo Lake, Scholfield Pond, Wheeler Pond und Rockland Pond) aufgereiht sind, die zum Thames River nach Südosten entwässern.

## Gardner Lake State Park
Gardner Lake State Park ist ein State Park mit knapp 4 ha (9,75 Acre). Er liegt am Südufer des Sees und bietet Zugang für Angler, Badende und Bootfahrer. Er wurde 2001 in die Liste der State Parks aufgenommen und 2002 eröffnet. Er gehört zu den wenigen Badestränden am Süßwasser im New London County.
Das Land wurde für $550.000 erworben. Es gehörte vorher zum Besitz von Carmine Belardo. Die Stadt Salem hatte schon mehrfach versucht das Land zu erwerben, wurde aber immer wieder von den Bürgern daran gehindert. Schon 1994 war der Kauf nicht zustande gekommen, weil bekannt wurde, dass der StaatliInteresse habe. 2008 wurde etwa $1 Million aufgewendet um die Botsrampe zu pflastern und Parkplätze für 54 Fahrzeuge zu schaffen. 2012 wurden Parkgebühren eingeführt und Betreuungspersonal beauftragt, nachdem es immer wieder zu Zwischenfällen gekommen war. Es wurde auch eine lokale Gruppe gegründet, die Verantwortung übernimmt: "Friends of Gardner Lake" und die Gardner Lake Authority beschäftigt Betreuungspersonal. 2014 gab es keine Parkgebühren mehr.

## Minnie Island State Park
Minnie Island State Park ist ein Kiefern-bewachsenes Inselchen in der tiefsten Zone des Sees. Es handelt sich um ein unmarkiertes und unbebautes Inselchen, das mit 0,2 ha (0,88 Acre) Connecticuts kleinster State Park ist. Die Insel erhielt ihren Namen von der Frau eines Anwohners, die mit ihrem Mann öfters zum Picknicken dorthin kam. Die Insel wurde sowohl von Salem, als auch von Montville beansprucht, obwohl sie keine der Städte in ihren Landverzeichnissen führte. Dies blieb unbemerkt, bis jemand versuchte, die Insel zu erwerben. Er machte extra dafür eine Eingabe, aber die Connecticut General Assembly entschied sich dagegen und verabschiedete einen Erlass, der die Insel zum State Park erklärte.

## Hopemead State Park
Hopemead State Park ist ein unbebauter State Park mit 28,3 ha (70 Acre) am Ostufer des Sees. Das Land gehörte ursprünglich zur Farm von Solomon Gardner. Später wurde es von der Familie Fuller als Sommersitz erworben. Das Anwesen wurde als Camp Charmarlou bezeichnet, ein Akronym für die Vornamen der drei Töchter der Familie. Auf dem Gelände befand sich ein Haus und ein Studio. Das Camp Charmarlou wurde einige Jahre lang als Jugendcamp (boys camp) genutzt und später in Hopemead, (eigentlich "Hope Meadow" – Hoffnungsaue) umbenannt. 1954 wurde das Land an den State of Connecticut geschenkt. Der State hielt es für unangebracht, es zu entwickeln und ließ die heruntergekommenen Gebäude abreisen. Hopemead sollte in seinen Naturzustand zurückkehren. Seither hat sich die Natur wieder breit gemacht. The park offers opportunities for hiking and fishing.

## Freizeitaktivitäten
Das Connecticut Department of Environmental Protection (heute: Connecticut Department of Energy and Environmental Protection) setzt regelmäßig Fische zum Angeln ein. Seit 1993 werden Glasaugenbarsche ausgesetzt. Neben der wachsenden Population gibt es Bullhead catfish (Ameiurus) und andere Welsartige, sowie Schwarzbarsch, Forellenbarsch und Amerikanischen Flussbarsch und Forellen. Am See werden auch Angel-Turniere abgehalten.